# کونستانتین فئوکتیستوف
کونستانتین فئوکتیستوف (به انگلیسی: Konstantin Feoktistov) فضانورد اهل اتحاد شوروی است که در ۷ فوریهٔ ۱۹۲۶ در وورونژ زاده شد. وی در مأموریت واسخود ۱ حضور داشته است.